# 2004 OS15
2004 OS15, também escrito como 2004 OS15, é um corpo menor que está localizado no disco disperso, uma região do Sistema Solar. Ele possui uma magnitude absoluta de 7,2 e tem um diâmetro estimado com cerca de 160 km.

## Descoberta
2004 OS15 foi descoberto no dia 22 de julho de 2004 pelo Canada-France Ecliptic Plane Survey.

## Órbita
A órbita de 2004 OS15 tem uma excentricidade de 0,314 e possui um semieixo maior de 55,543 UA. O seu periélio leva o mesmo a uma distância de 38,109 UA em relação ao Sol e seu afélio a 72,976 UA.